# Elisabeth-Blatt
Das Elisabeth-Blatt war eine österreichische Monatszeitschrift, die zwischen 1906 und 1938 in Linz erschien. Sie kam im Verlag des Katholischen Preßvereins heraus und führte von 1906 bis 1910 den Nebentitel Illustrierte Monatsschrift für christliche Hausfrauen, Mütter und Erzieherinnen und von 1911 bis 1936 Monatsschrift für die christliche Frauenwelt.